# Proszów (województwo wielkopolskie)
Proszów (niem. Proschau) – wieś w Polsce, położona w województwie wielkopolskim, w powiecie kępińskim, w gminie Rychtal. 
| SIMC    | Nazwa   | Rodzaj    |
| ------- | ------- | --------- |
| 0208060 | Dalanów | część wsi |

W latach 1975–1998 miejscowość administracyjnie należała do województwa kaliskiego.
Wieś znajduje się w północno-wschodniej części Kotliny Śląskiej, 30 km od Kępna i 20 km od Namysłowa. Proszów położony jest około 180 m n.p.m.
Została założona w 1251 roku. We wczesnym średniowieczu ziemie proszowskie stanowiły własność biskupów wrocławskich. Wraz z powstaniem wsi stanął tu też kościół św. Rocha. Nazwa wsi wywodzi się od rycerza Prosza.
W księdze łacińskiej Liber fundationis episcopatus Vratislaviensis (pol. Księga uposażeń biskupstwa wrocławskiego) spisanej za czasów biskupa Henryka z Wierzbna w latach 1295–1305 miejscowość wymieniona jest w zlatynizownej formie Prossow.
W okresie międzywojennym w miejscowości stacjonowała placówka Straży Granicznej I linii „Proszów”.
Miejscowość przed 1920 r. należała powiatu namysłowskiego, położonego na Dolnym Śląsku.